# Punt d'acumulació
Dins l'entorn de la topologia, el concepte de punt d'acumulació o punt límit d'un conjunt en un espai captura la noció d'estar infinitament proper al conjunt sense necessàriament pertànyer a ell. Generalitza la noció de límit de {\displaystyle \mathbb {R} ^{n}}.

## Definició
Donat un conjunt {\displaystyle E} i un punt {\displaystyle p} en un espai mètric {\displaystyle X}, diem que {\displaystyle p} és un  punt d'acumulació  per {\displaystyle E} si qualsevol ε-entorn de {\displaystyle p} sense {\displaystyle p} té intersecció no buida amb {\displaystyle E} .
És a dir, hi ha elements de {\displaystyle E} que estan ε-propers {\displaystyle p} i són diferents de {\displaystyle p} mateix (aquesta restricció no apareix quan es tracta de punts d'adherència).
En aquesta definició podem veure que {\displaystyle p} pot estar o no en {\displaystyle E}.
És possible generalitzar el concepte a espais topològics reemplaçant els ε-veïnatges amb conjunts oberts.

## Amb símbols
Es denota amb {\displaystyle E'} al conjunt de punts límit de {\displaystyle E} (també anomenat conjunt derivat), i el podem definir d'acord amb:
{\displaystyle E'=\{\ p\ |\ \forall B_{\varepsilon }(p)\,:\,(B_{\varepsilon }(p)\setminus \{p\})\cap E\neq \emptyset \ \}}

## Exemple
L'interval {\displaystyle (0,1)} té com a punts d'acumulació a l'interval {\displaystyle [0,1]}.
Un conjunt finit no té punts d'acumulació, ja que no tindria sentit parlar del concepte "infinitament pròxim".
El conjunt de punts d'acumulació en {\displaystyle \mathbb {Q} } és igual al {\displaystyle \mathbb {R} }, ja que {\displaystyle \mathbb {Q} } és dens a {\displaystyle \mathbb {R} }.
{\displaystyle \mathbb {N} } no té punt d'acumulació. Per tant, cada punt en {\displaystyle \mathbb {N} } és aïllat.

## Caracterització de conjunts tancats
- Teorema:   {\displaystyle E\,} és un conjunt tancat sii {\displaystyle E'\subset E} .

Vàlid en espais mètrics i topològics.

## Altres conseqüències
Sigui  E  un subconjunt qualsevol en un espai topològic, llavors tenim:
Si {\displaystyle p\in E'} llavors hi ha una successió {\displaystyle \mathbb {N} \to E} que convergeix a {\displaystyle p}
Podem interpretar això com que per a cada element p de {\displaystyle \,E'}, el conjunt  derivat  de  E  (així també s'anomena el conjunt dels punts d'acumulació), hi ha elements de E que formen una successió convergent cap a p  dins  de  E , encara que el punt ni tan sols hi estigui comprès.
La demostració d'aquesta proposició és bastant natural.